# Eluro

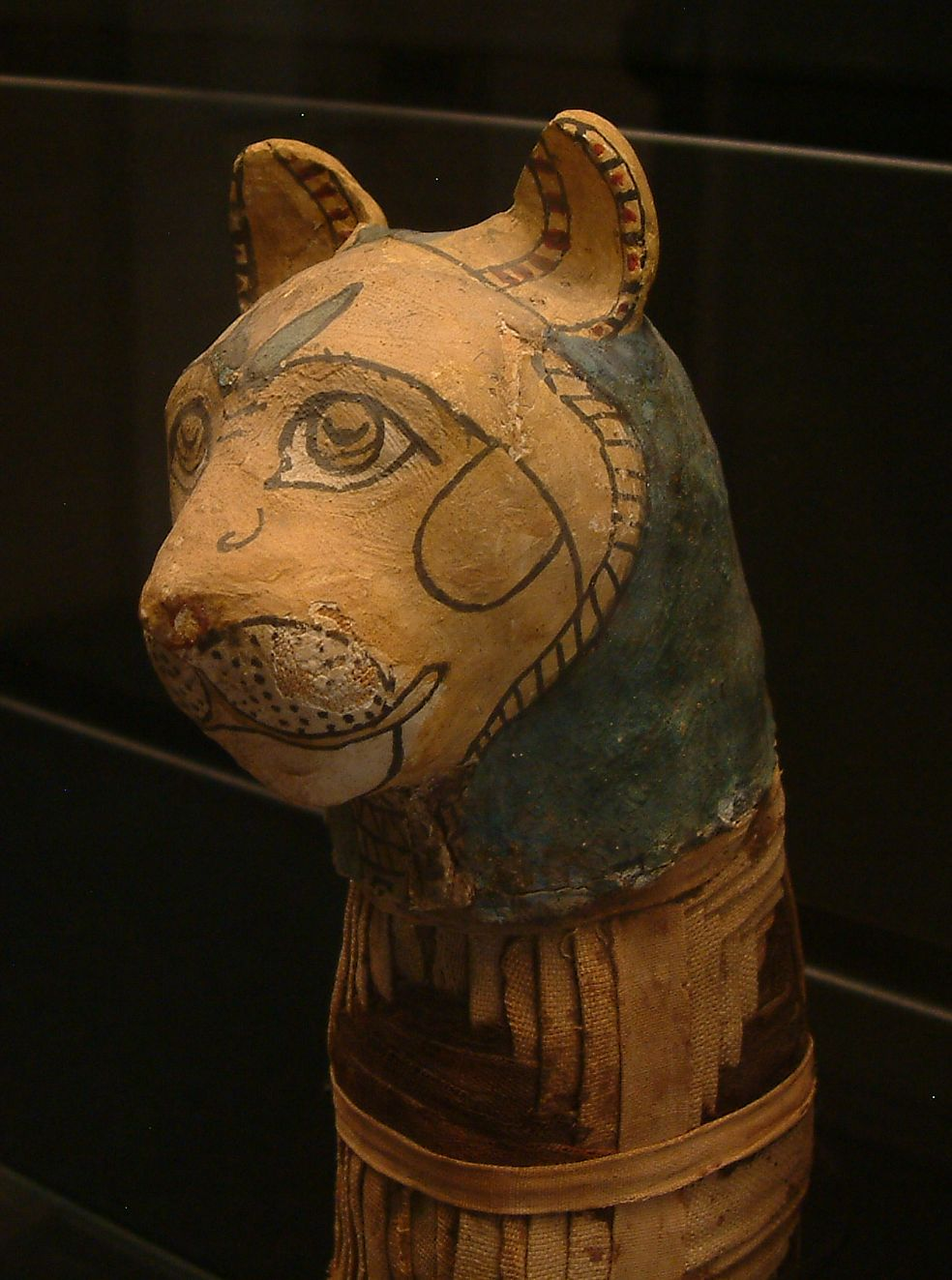
Máscara de un gato momificado.

Eluro (gato en griego) era el nombre que Heródoto dio a un gato deificado y adorado en Bubastis. Representaba a la diosa Bastet y era criado en los templos, siendo sacrificado ritualmente al cabo de un año, momificado y enterrado. El gato era elegido cada año por los sacerdotes del templo de Bastet entre los animales que cumplieran determinadas condiciones. Los egipcios nunca le dieron un nombre y lo llamaban con su onomatopeya: Mw.
Excavaciones arqueológicas han descubierto cementerios cercanos a Bubastis, que además de los gatos momificados guardaban estatuillas ofrecidas a Bastet durante el festival de la embriaguez. Algunas imágenes de la diosa la representan con cabeza de gato o rodeada de gatitos.
Dado que Bastet era la protectora del hogar, se han encontrado amuletos de fayenza con forma de gato. El respeto de los egipcios a los gatos llegaba al extremo considerar su muerte deliberada como delito, lo que les llevó a de perder la ciudad de Pelusio (Puerto Saíd) ante los persas, ya que éstos comenzaron a lanzarlos con catapultas, provocando su muerte.
El historiador griego Heródoto identificó a Eluro con Artemisa, diosa de la caza en la Antigua Grecia.